# Malik Talabidi
Malik Talabidi (* 16. Juli 2001 in Pößneck) ist ein deutsch-togoischer Fußballspieler.

## Karriere

### Verein
In seiner Jugend spielte Talabidi beim SV Blau-Weiß 90 Neustadt/Orla, ehe kurz vor seinem zwölften Geburtstag in die Jugendabteilung von Rot-Weiß Erfurt wechselte. Im Januar 2016 wechselte der 14-Jährige in das Nachwuchsleistungszentrum von RB Leipzig und war bis zum Ende der Saison 2015/16 mit den C1-Junioren (U15) in der erstklassigen C-Junioren-Regionalliga Nord aktiv. Zur Saison 2016/17 rückte er schließlich zu den B2-Junioren (U16) auf, die in der zweitklassigen B-Junioren-Regionalliga Nord spielten. In der Saison 2017/18 wurde Talabidi mit den B1-Junioren (U17) Meister der B-Junioren-Bundesliga Nord/Nordost. In der Endrunde um die deutsche B-Junioren-Meisterschaft scheiterte man jedoch im Halbfinale am FC Bayern München. Anschließend war er in den Spielzeiten 2018/19 und 2019/20 mit den A-Junioren (U19) in der A-Junioren-Bundesliga Nord/Nordost und im DFB-Pokal der Junioren aktiv. In seinem letzten U19-Jahr spielte Talabidi zudem 6-mal in der UEFA Youth League.
Nachdem Talabidi die Juniorenzeit durchlaufen hatte, wechselte er im August 2020 zusammen mit Noah Jones zum zweitklassigen Schweizer Verein FC Wil. Er unterschrieb dort einen Vertrag bis 2022, mit Option auf Verlängerung. Sein Debüt feierte Talabidi im Cup gegen den FC Aarau, ein Spiel, das knapp im Elfmeterschießen verloren ging. Talabidi wurde nach 110 Minuten ausgewechselt. Eine Woche später, wieder gegen Aarau, dieses Mal in der Meisterschaft, gab Talabidi die Vorlage zum 1:2. Im Mai 2022 gab der FC Wil bekannt, dass Talabidi den Verein Ende Saison verlassen wird. Sein Wechselziel war zu diesem Zeitpunkt unklar.
Somit war Talabidi während der kompletten Saison 2022/23 vereinslos. Zur Saison 2023/24 kehrte er nach Deutschland zurück und wechselte zur zweiten Mannschaft des FC Schalke 04, mit der er bereits seit der Winterpause trainiert hatte. Dort absolvierte er 24 Spiele in der viertklassigen Regionalliga West, in denen er ein Tor erzielte. Am letzten Spieltag stand Talabidi unter Karel Geraerts bei der Profimannschaft in der 2. Bundesliga im Spieltagskader, wurde jedoch nicht eingewechselt. In der folgenden Spielzeit 2024/25 kam er weiterhin hauptsächlich in der Regionalliga-Mannschaft zum Einsatz. In der Profimannschaft stand er unter Trainer Kees van Wonderen zudem zweimal im Spieltagskader und kam am 28. Spieltag in der Partie gegen den SSV Ulm 1846 nach Einwechslung in der Schlussphase zu einem Kurzeinsatz in der 2. Bundesliga.
Zur Saison 2025/26 wechselte Talabidi zum Regionalligisten FC Carl Zeiss Jena, bei dem er einen Zweijahresvertrag unterschrieb.

### Nationalmannschaft
Talabidi spielte zwischen 2018 und 2020 insgesamt zehn Mal für die deutschen U18-, U19 - und U20-Jugendnationalmannschaften.

## Titel
- Meister der B-Junioren-Bundesliga Nord/Nordost: 2018